# 塞尔济和普兰
塞尔济和普兰（法語：Serzy-et-Prin，法語發音：[sɛʁzi e pʁɛ̃]）是法国马恩省的一个市镇，属于兰斯区。

## 地理
塞尔济和普兰（49°15'0"N, 3°45'59"E）面积7.36 平方千米，位于法国大東部大區马恩省，该省份为法国东北部内陆省份，北起阿登省，西北接埃纳省，西南接塞纳-马恩省，南至奥布省，东南接上马恩省，东临默兹省。
与塞尔济和普兰接壤的市镇（或旧市镇、城区）包括：布鲁耶、克吕尼、法沃罗勒和科埃米、乌尔日、拉热里、莱里、阿德尔河畔萨维尼。

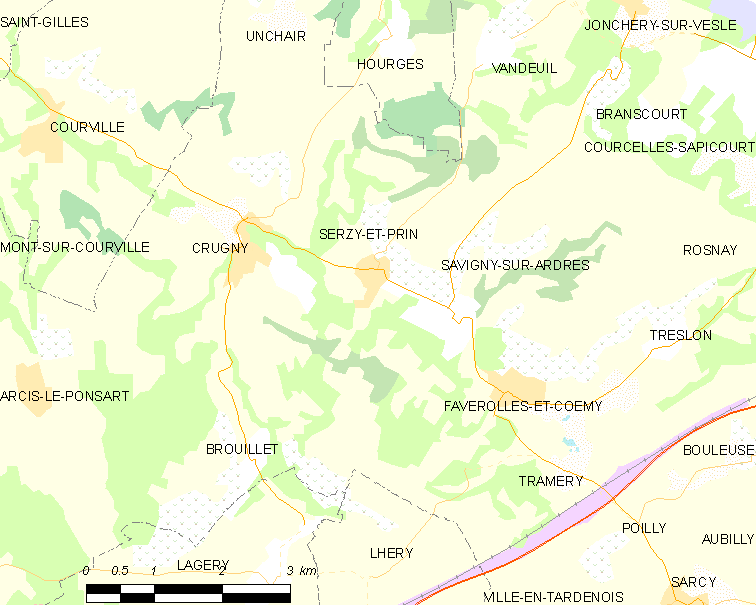
塞尔济和普兰的OSM定位图

塞尔济和普兰的时区为UTC+01:00、UTC+02:00（夏令时）。

## 行政
塞尔济和普兰的邮政编码为51170，INSEE市镇编码为51534。

## 政治
塞尔济和普兰所属的省级选区为菲姆-兰斯山县。

## 人口

1962-2008年间塞尔济和普兰人口变化图示

塞尔济和普兰于2022年1月1日时的人口数量为212人。